# San Pedro (Misiones)
Pour les articles homonymes, voir San Pedro.
San Pedro est une ville d'Argentine ainsi que le chef-lieu du Département de San Pedro de la province de Misiones.
La ville est située sur la route nationale 14.

## Population
La ville comptait 8 605 habitants en 2001, ce qui représentait une hausse de 35,9 % par rapport aux 6 333 personnes recensées en 1991.

## Protection de la nature
L'arbre symbolique de la ville est le pin du Paraná (Araucaria angustifolia), splendide espèce de conifère poussant dans les environs et pouvant atteindre 40 m de hauteur, mais en danger d'extinction.
Sur le territoire du municipe on a créé plusieurs zones protégées pour sauvegarder le pin du Paraná : le parc provincial de l'Araucaria, le parc provincial Moconá  et la réserve de biosphère Yabotí avec les chutes de Mocona, le parc provincial Cruce Caballero, le parc provincial Piñalito, etc.